# Понтазио (Бреша)
Понтазио је насеље у Италији у округу Бреша, региону Ломбардија.
Према процени из 2011. у насељу је живело 94 становника. Насеље се налази на надморској висини од 695 м.